# Sándor Puhl
Sándor Puhl (Miskolc, 14 juli 1955 – 20 mei 2021) was een Hongaars voetbalscheidsrechter.

## Loopbaan
Puhl leidde vier wedstrijden bij het wereldkampioenschap voetbal van 1994 in de Verenigde Staten, waaronder de finale tussen Brazilië en Italië. Hij was ook scheidsrechter bij verschillende wedstrijden van de UEFA Champions League, waaronder de finale van 1997 tussen Borussia Dortmund en Juventus.
Hij werd door de IFFHS tussen 1994 en 1997 vier keer op rij verkozen tot de beste scheidsrechter van het jaar ter wereld.
Na zijn pensioen als scheidsrechter was hij vice-voorzitter van de Hongaarse voetbalbond van 2000 tot 2006. Hij heeft ook gewerkt als co-commentator voor een Hongaars sport-tv-kanaal.
Puhl sprak Hongaars, Duits, Italiaans en Engels.

## Overlijden
Puhl overleed in mei 2021 op 65-jarige leeftijd aan de gevolgen van corona.

## Trivia
Oud-voetballer Danny Blind liet in de Ajax-documentaire We are the Champions weten dat hij Puhl nog altijd dankbaar is voor een niet gegeven rode kaart in de halve finale van de UEFA Champions League van 1994/95. In de return, die in het Olympisch Stadion plaatsvond op 19 april 1995 en met 5–2 werd gewonnen, maakte Blind tegen Bayern München in het strafschopgebied een handsbal. Dit had volgens reglementen van de UEFA een rode kaart moeten zijn, echter liet Puhl het bij een gele kaart en een strafschop. Dankzij de beslissing van Puhl miste Blind hierdoor niet de gewonnen finale tegen AC Milan. Blind miste door een blessure reeds de gewonnen European Cup Winners Cup-finale van 1986/87 en kreeg in de verloren European Cup Winners Cup-finale van 1987/88 al snel een rode kaart.